# Elezioni parlamentari nella Repubblica del Congo del 2017
Le elezioni parlamentari nella Repubblica del Congo del 2017 si sono tenute il 15 luglio (primo turno) e il 30 luglio (secondo turno) per il rinnovo dell'Assemblea nazionale.

## Risultati
| Liste                                                         | Voti | % | Seggi |
| ------------------------------------------------------------- | ---- | - | ----- |
| Partito Congolese del Lavoro                                  |      |   | 96    |
| Unione Panafricana per la Democrazia Sociale                  |      |   | 8     |
| Movimento Congolese per la Democrazia e lo Sviluppo Integrale |      |   | 4     |
| Movimento d'Azione per il Rinnovamento                        |      |   | 3     |
| Raggruppamento per la Democrazia e il Progresso Sociale       |      |   | 3     |
| Dynamique pour la république et le redressement               |      |   | 3     |
| Unione per un Movimento Popolare                              |      |   | 2     |
| Partito per l'Unità della Repubblica                          |      |   | 1     |
| Raggruppamento Cittadino                                      |      |   | 1     |
| Unione delle Forze Democratiche                               |      |   | 1     |
| Congresso per la Democrazia e la Repubblica                   |      |   | 1     |
| CRDP                                                          |      |   | 1     |
| Fronte Patriottico                                            |      |   | 1     |
| La Chaîne                                                     |      |   | 1     |
| Movimento Nazionale per la Liberazione del Congo              |      |   | 1     |
| Movimento per la Democrazia e il Progresso                    |      |   | 1     |
| Partito per la Concordia e l'Azione Politica                  |      |   | 1     |
| Partito per l'Unità, la Libertà e il Progresso                |      |   | 1     |
| Partito Repubblicano Liberale                                 |      |   | 1     |
| Indipendenti                                                  |      |   | 20    |
| Totale                                                        |      |   | 151   |

- Le elezioni non si sono tenute nel dipartimento di Pool, cui sono assegnati 9 seggi (le elezioni hanno perciò riguardato 142 seggi dei 151 componenti l'Assemblea). Il mandato dei 9 deputati uscenti, già eletti in tale dipartimento, è stato prolungato: di questi, 5 appartengono al Partito Congolese del Lavoro, 4 al Movimento Congolese per la Democrazia e lo Sviluppo Integrale.